# Attaque de Bamba (2023)
Pour les articles homonymes, voir Attaque de Bamba.
Guerre du Mali
Batailles
L'attaque de Bamba a lieu le 1er octobre 2023 lors de la guerre du Mali.

## Déroulement
Le matin du 1er octobre 2023, le camp militaire de Bamba, situé au nord de la ville, est attaqué par les rebelles de la Coordination des mouvements de l'Azawad (CMA). Cette position avait déjà été attaquée et pillée le 7 septembre par les djihadistes du Groupe de soutien à l'islam et aux musulmans,.
L'attaque du 1er octobre est rapidement revendiquée par le Cadre stratégique permanent (CSP) qui affirme avoir pris le contrôle du camp. L'armée malienne fait quant à elle état de « combats intenses » dans un bref communiqué publié le jour même, mais ne donne pas plus de précision.
D'après RFI, la prise du camp par la CMA est confirmée par des témoins et « les photos et vidéos transmises par le CSP des attaques de Bamba et de Dioura montrent en tout cas que les combattants du CSP se sont à chaque fois et sans équivoque rendu maîtres des lieux ».
Après la fin des combats, les rebelles évacuent le camp, en emportant avec eux du matériel militaire. 

## Pertes
Aucun bilan sur les pertes du combat n'est communiqué par l'armée malienne. Le 5 octobre, le CSP annonce un bilan de 25 militaires maliens tués, six faits prisonniers, ainsi que trois blindés de fabrication chinoise — des images filmées par la CMA montrent des VP11 (en) — 13 véhicules et deux pièces d'artillerie lourdes capturés. Le CSP indique également que les pertes de ses combattants sont d'un mort et quatre blessés.